# Anthracosaurus russelli
Anthracosaurus russelli è un tetrapode estinto, appartenente agli embolomeri. Visse nel Carbonifero superiore (circa 312 - 305 milioni di anni fa) e i suoi resti sono stati rinvenuti in Scozia e in Inghilterra.

## Descrizione
Il cranio di questo animale era lungo oltre 40 centimetri, e si suppone che l'intero animale potesse raggiungere i 3 metri di lunghezza. In generale, Anthracosaurus doveva assomigliare ad altri embolomeri di grandi dimensioni, come Eogyrinus e Pholiderpeton. Anthracosaurus, tuttavia, si differenziava da questi ultimi per alcune caratteristiche, come le articolazioni tra le ossa della tavola cranica e della parte laterale del cranio molto più rigide, la presenza di corna tabulari (due proiezioni ossee della parte posteriore del cranio) biramate, e l'osso quadrato dotato di un'ampia area esposta dorsalmente. I denti marginali di Anthracosaurus, inoltre, erano relativamente pochi, aguzzi e di grandi dimensioni, ed erano presenti lunghe zanne palatali. Anthracosaurus era dotato di grandi ossa pterigoidi a forma di piastre, i cui rami anteriori si incontravano formando una sutura mediana e si estendevano lateralmente rispetto alle zanne palatine; le ossa pterigoidi, inoltre, erano quasi sprovviste della flangia discendente. La mandibola era caratterizzata dalla presenza di finestre meckeliane che confluivano in un'unica apertura. 
Lo scheletro postcranico non è ben conosciuto, ma si suppone che Anthracosaurus fosse dotato di un corpo allungato, una lunga coda appiattita lateralmente e brevi arti. Anthracosaurus era dotato delle tipiche vertebre da embolomero, ma caratterizzate dal canale nella notocorda occluso da un "tappo" osseo al centro. Anche l'interclavicola possedeva una forma particolare.

## Classificazione
Anthracosaurus appartiene a un gruppo di animali (di aspetto simile a quello degli anfibi) noti come embolomeri, vissuti tra il Carbonifero e il Permiano e un tempo raggruppati insieme ai temnospondili sotto il nome collettivo di labirintodonti, poi caduto in disuso. Alcune caratteristiche degli embolomeri sono molto simili a quelle dei rettili primitivi, e da molti scienziati vengono classificati, insieme ai seimuriamorfi e diadectomorfi, nel grande gruppo dei rettiliomorfi (Reptiliomorpha). Anthracosaurus, in particolare, è stato attribuito a una famiglia a sé stante, Anthracosauridae. 

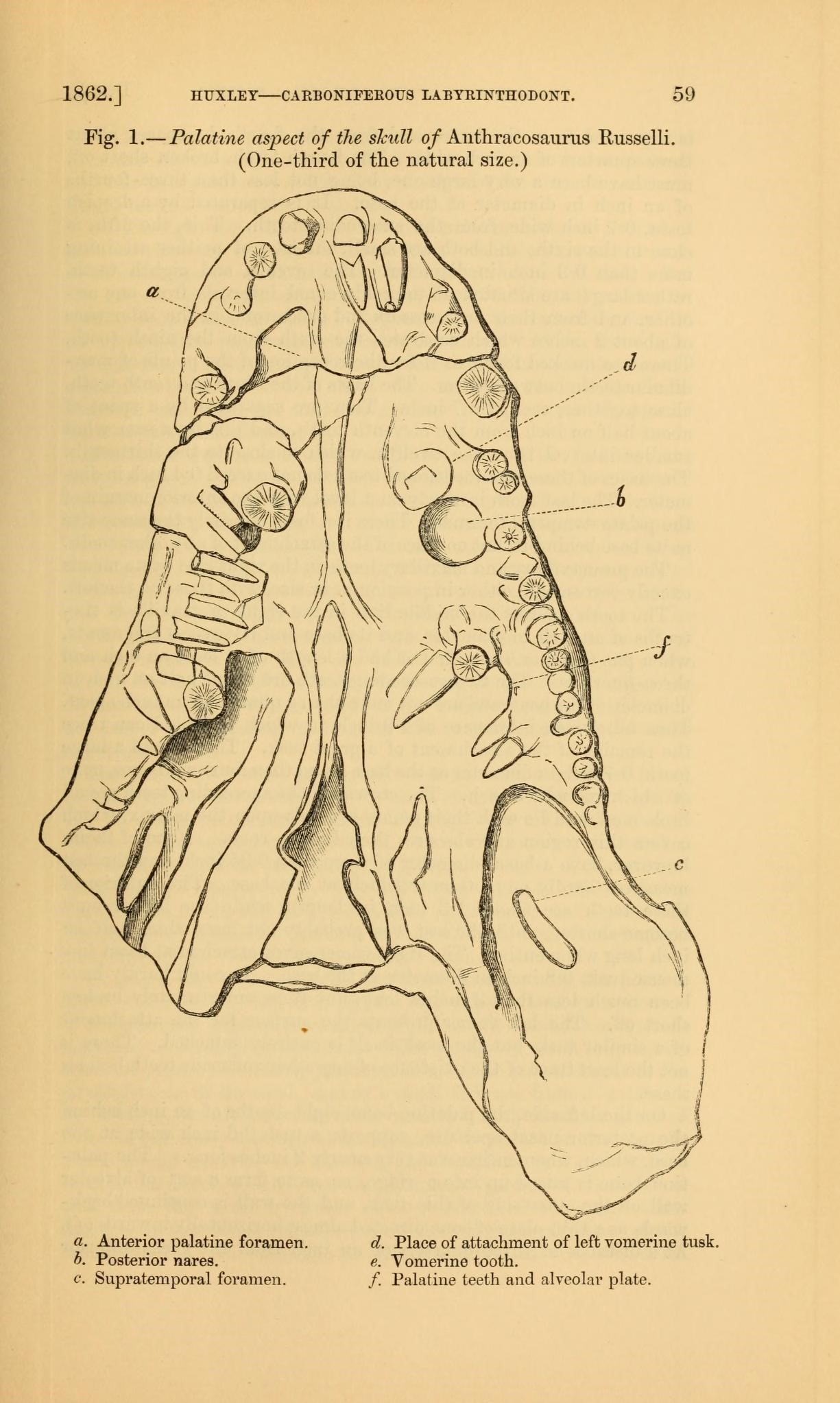
Cranio in vista palatale di Anthracosaurus russelli

Anthracosaurus russelli venne descritto per la prima volta nel 1863 da Thomas Henry Huxley, sulla base di resti fossili rinvenuti in Scozia nei pressi di Airdrie vicino a Glasgow, in terreni della fine del Carbonifero. Un altro cranio è stato rinvenuto in seguito in Inghilterra, nella contea di Tyne and Wear.

## Paleoecologia
I denti conici, simili a pugnali, permettevano ad Anthracosaurus di azzannare i pesci, sue prede abituali. Doveva essere un predone analogo a un coccodrillo, e probabilmente si muoveva con movimenti serpeggianti nelle paludi carbonifere (il nome Anthracosaurus significa "lucertola del carbone").